# Shirley Clarke
Shirley Clarke (geboren als Shirley Brimberg 2. Oktober 1919 in New York City; gestorben 23. September 1997 in Boston) war eine US-amerikanische Regisseurin, Cutterin und Filmproduzentin. Sie gehörte in den 1950er und 1960er Jahren zur New Yorker Experimentalfilmszene und drehte später einige experimentelle Spiel- und Dokumentarfilme. Ab den 1970er Jahren unterrichtete sie an der University of California und drehte experimentelle Videofilme.

## Leben und Werk

### Kindheit und Jugend
Shirley Brimberg wurde als älteste von drei Töchtern in eine konservative und wohlhabende New Yorker Familie geboren. Ihre Mutter Florence, geb. Rosenberg, war die Tochter eines lettischen Multimillionärs, der als Fabrikant und Erfinder reich geworden war. Ihr Vater Samuel Nathan Brimberg, ein jüdischer Einwanderer aus Polen, hatte in der Textilindustrie ein Vermögen gemacht und wird als jähzornig und gewalttätig beschrieben. Eine ihrer Schwestern war die spätere Schriftstellerin Elaine Dundy. Brimberg besuchte das Stephens College, die Johns Hopkins University, das Bennington College und die University of North Carolina, schloss ihre Ausbildung jedoch nie ab.
Brimberg nahm Tanzunterricht am College und lernte bei Martha Graham, Hanya Holm, Doris Humphrey und Anna Sokolow. In ihren Zwanzigern trat sie als Tänzerin in der New Yorker Avantgarde auf, entwickelte Choreografien und organisierte Tanzveranstaltungen. Mit 23 heiratete sie einen Jugendfreund, den 15 Jahre älteren Lithografen Bert Clarke, um ihrem Vater und den Ansprüchen ihrer Familie zu entkommen. Als Hochzeitsgeschenk erhielt sie eine Bolex-16mm-Kamera.

### Anfänge als Filmemacherin
Zwei Jahre nach der Hochzeit kam ihre Tochter Wendy zur Welt. Clarke lebte nun mit Mann und Kind in Westchester County, dank geschickter Finanzplanung mit dem ihr zustehenden Familienvermögen war sie finanziell unabhängig. Die Bolex-Kamera kam damals nur für Heimkino zum Einsatz: Clarke nahm Familienfeiern und Kindergeburtstage auf. In dieser Zeit wurde ihr jedoch auch klar, dass sie als Tänzerin nie erfolgreich sein würde. Ein Psychoanalytiker empfahl ihr gegen die wachsende Unzufriedenheit, ein anderes Berufsfeld zu entdecken.
Clarke benutzte die Bolex nun, um ihren ersten Tanzfilm zu drehen. Der Kurzfilm aus dem Jahr 1953 folgt dem Tänzer Daniel Nagrin auf der Bühne und an einem Strand. In schnellen Schnitten wechselt der Film zwischen beiden Orten, wodurch eine Art Traumwelt entsteht. Ähnlich wie ihre Zeitgenossin Maya Deren nutzte Clarke den Schnitt, um das Innenleben ihres Protagonisten zu visualisieren. Sie war außerdem davon überzeugt, dass Tanz in einem guten Film grundlegend anders als auf der Bühne gezeigt werden müsse, alles andere führe nur zu einem „armseligen Dokument“. Von der New York Dance Film Society wurde Dance in the Sun zum besten Tanzfilm des Jahres gewählt.
Als sie sich im selben Jahr mit ihrer kleinen Tochter in Paris aufhielt, drehte sie den Kurzfilm In Paris Parks. Inspiriert von Maya Deren, die nicht nur Tänzer bei der Arbeit, sondern den „Tanz des Lebens“ zeigen wollte, filmte sie Kinder und Erwachsene, die während eines Tages unterschiedlichen Aktivitäten in einem Pariser Park nachgehen. Mithilfe von Filmschnitt, Bewegung und Farbe gab sie dem Film einen poetischen Rhythmus. Dieser Rhythmus ist weniger streng, dafür schneller und energiegeladener als der von Derens Filmen.
Nach ihrer Rückkehr aus Paris schrieb Clarke sich am New Yorker City College ein und studierte Film bei Hans Richter. 1952 heuerte sie zusammen mit ihrem Mann und Freunden den Regisseur und Komponisten Peter Glushanok an, um von ihm das Filmemachen zu lernen. Sie trat zusammen mit ihrem ehemaligen Kommilitonen Jonas Mekas der Independent Filmmakers Association (IFA) bei, sah sich europäische Filmmeisterwerke an und vertiefte sich in die Filmgeschichte.
In einem weiteren Tanzfilm aus dieser Zeit, Bullfight (1955), tanzt Anna Sokolow das Stück Homage to a Bullfighter. Diese Szenen schnitt Clarke mit echten, von Peter Buckley gedrehten Stierkampfszenen gegen. Sie wurde für den Film auf dem Edinburgh International Film Festival ausgezeichnet. Von diesen Erfolgen bestätigt und vom Rückhalt ermutigt, den sie in der New Yorker Filmszene genoss, widmete sie ihr Berufsleben nun voll und ganz dem Filmemachen.

### Etablierung in der New Yorker Experimentalfilmszene
Durch ihre Kurzfilme wurde der bekannte Dokumentarfilmer Willard Van Dyke auf Clarke aufmerksam. Er heuerte sie an, um mit ihm sowie D.A. Pennebaker, Richard Leacock und anderen Filmemachern 33 kurze Filmloops zu drehen und zu schneiden. Bei den Loops handelt es sich um schnell geschnittene Aufnahmen typisch US-amerikanischer Alltagsmomente. Sie wurden auf der Weltausstellung von 1958 in Brüssel im Pavillon der USA gezeigt. Laut Clarkes Biografin Lauren Rabinovitz waren die avantgardistischen Clips so erfolgreich und ästhetisch prägend, dass ihr Stil in den Folgejahren oft in Werbefilmen nachgeahmt wurde. Allerdings waren sie dem auftraggebenden Außenministerium teils zu unkonventionell, und Clarkes Clip Bridges-go-round wurde abgelehnt. Clarke veröffentlichte Bridges-go-round daraufhin selbst. Der Kurzfilm wurde von Maya Derens „Creative Film Foundation“ und von Amos Vogels Filmclub „Cinema 16“  ausgezeichnet und als Beitrag der USA auf dem belgischen Festival EXPRMNTL gezeigt. Damit zählte Clarke nun zu den führenden Experimentalfilmemachern New Yorks.
Zusammen mit Van Dyke drehte Clarke auch den Kurzdokumentarfilm Skyscraper über den Bau des New Yorker Tishman Buildings. Darin kommentieren Bauarbeiter aus dem Off ihre Arbeit, mithilfe von asynchronen Geräuschen wird Spannung erzeugt und der Verlauf des Baus wird von Songs begleitet und in schneller Schnittfolge präsentiert. Das Werk gewann 1959 den Preis für die beste Kurzdoku auf dem San Francisco International Filmfestival und wurde 1960 für den Oscar als Bester Kurzfilm nominiert.

### Gründung der Filmmakers Inc.
Neben ihrer Arbeit als Filmemacherin setzte Clarke sich für mehr Aufmerksamkeit und Aufführungsmöglichkeiten für unabhängig produzierte Filme ein. Sie hielt öffentliche Vorträge zum Thema Film, z. B. im Rahmen von Cinema 16, im Museum of the City of New York, an der Columbia University und in der New York Public Library. 1958 gründete sie zusammen mit Van Dyke, Pennebaker, Leacock und Albert Maysles die Filmmakers Inc., eine genossenschaftlich organisierte Filmproduktionsfirma. Sie stellte ihren Mitgliedern einerseits Büros, Equipment und Arbeitsplätze für die Postproduktion zur Verfügung. Zudem bot die Kooperative den Filmemachern die Möglichkeit, sich untereinander zu vernetzen und zu helfen. Junge Regisseure wie Frederick Wiseman und Joyce Chopra begannen ihre Laufbahn mit Jobs als Cutter oder Kameraassistenten bei der Filmmakers Inc. Laut eigener Aussage lieh Clarke John Cassavetes das Kamera-Equipment für sein Regiedebüt Schatten (1959). Clarke betrachtete die Filmmakers Inc. später als einen Ausgangspunkt für die Entwicklung des New Hollywood.

### Lange Spiel- und Dokumentarfilme
Ende der 1950er Jahre wurde Clarke die Regie ihres ersten Spielfilms, einer Adaption des erfolgreichen Off-Broadway-Bühnenstückes The Connection von Jack Gelber, angeboten. Um die Produktion zu finanzieren, handelte sie mit rund hundert Investoren eine Gewinnbeteiligung aus. Dieses Vorgehen war damals für Theaterproduktionen üblich, im Filmbereich jedoch neu. Der fertige Film, der im Stil des Cinema verité und als „Film im Film“ eine Gruppe Junkies beim Warten auf ihren Dealer zeigt, durfte wegen „Obszönität“ in den USA über ein Jahr lang nicht gezeigt werden. Das innovative Werk gewann jedoch in Cannes den Preis der Kritik und wurde beim Festival von Locarno als bester Erstling ausgezeichnet. Damit hatte sich Clarke auch landesweit als ernstzunehmende Experimentalfilmemacherin etabliert.
Ihr nächster Film The Cool World, nach Warren Millers gleichnamigem Roman, war der erste Spielfilm, der komplett in Harlem spielte. Er gilt außerdem als der erste Spielfilm, der – typisch für ein Werk des Cinema verité – mit einer 35-mm-Handkamera gedreht wurde. Ebenso typisch für diesen Stil war die Arbeit mit Laiendarstellern und das Drehen an Originalschauplätzen statt im Studio. Filmschnitt und Einsatz der Musik erinnern an den italienischen Neorealismus. The Cool World lief 1963 bei den Filmfestspielen von Venedig.
Während der Dreharbeiten zu The Connection hatte Clarke den afroamerikanischen Schauspieler Carl Lee kennengelernt, anschließend arbeitete sie mit ihm zusammen am Drehbuch zu The Cool World. Sie ließ sich von Bert Clarke scheiden; die Liebes- und Arbeitsbeziehung zu Lee dauerte bis zu seinem Tod an AIDS 1986.

### Gründung von Film-makers Cooperative und Film-Makers Distribution Center
1961 gehörte sie mit Jonas Mekas, Andy Warhol und 19 anderen New Yorker Künstlern zu den Gründungsmitgliedern der Film-Makers’ Cooperative, einem nichtkommerziellen Verleih für unabhängig produzierte Filme. Zusammen mit Mekas und dem Experimentalfilmemacher Louis Brigante gründete sie außerdem 1966 das Film-Makers’ Distribution Center, das ähnlich wie die Film-makers’ Cooperative nichtkommerzielle Filme vertrieb. Hier lag der Schwerpunkt jedoch stärker auf avantgardistischen Werken junger Filmschaffender, wie z. B. Warhol und John Cassavetes.
Im Jahr 1963 drehte Clarke die Dokumentation A Lover’s Quarrel with the World („Der Streit eines Liebenden mit der Welt“) über den Dichter Robert Frost. Der Film entstand auf Frosts Initiative hin und wurde nur wenige Monate vor seinem Tod gedreht. Er zeigt den Dichter bei Vorträgen und privat, dabei ist er didaktischer aufgebaut und gilt als weniger originell als Clarkes übrige Filme. A Lover's Quarrel wurde bei der Oscarverleihung 1964 in der Kategorie Bester Dokumentarfilm ausgezeichnet.
Im Dezember 1966 entstand der experimentelle Dokumentarfilm Portrait of Jason, der auf einem zwölfstündigen Interview mit dem schwarzen Stricher und Lebenskünstler Jason Holliday basiert. Die Dreharbeiten fanden in Clarkes Apartment im Chelsea Hotel statt. Holliday erzählt aus seinem Leben und wird abwechselnd von Clarke und Carl Lee aus dem Off befragt. Portrait of Jason gilt als erster Langfilm, der einen einzigen Protagonisten zeigt. Clarke und Lee wurden dafür kritisiert, Holliday während des Interviews mit ihren Fragen unter Druck gesetzt und damit ausgebeutet zu haben. Clarke selbst war der Meinung, Holliday gehe als „Gewinner“ aus dem Film hervor. Der Film wurde beim New York Film Festival gezeigt und lief nach seinem Erscheinen 1967 drei Monate im New Cinema Playhouse in Manhattan. John Cassavetes und Ingmar Bergman zeigten sich begeistert von dem ungewöhnlichen Werk. Eine restaurierte Filmfassung feierte auf der Berlinale 2013 zweite Premiere. Über die Entstehung von Portrait of Jason drehte Stephen Winter den Spielfilm Jason and Shirley (2015), in dem Clarke von Sarah Schulman dargestellt wird.
Im Frühjahr 1970 wurde das Film-Makers Distribution Center auf Betreiben von Jonas Mekas wegen finanzieller Schwierigkeiten geschlossen. Nur Wochen später verkündete Mekas jedoch die baldige Eröffnung der Anthology Film Archives: Ein auf Avantgardefilm spezialisiertes Kino mit dazugehöriger Bibliothek. Mekas prägte dort ab Herbst 1970 zusammen mit Stan Brakhage, Peter Kubelka und anderen Mitstreitern den Kanon des New Yorker Avantgardefilms. Shirley Clarke gehörte nicht zu den Filmschaffenden, deren Werk ins Repertoire des Archivs aufgenommen wurde.

### Medium Video und Lehrtätigkeit
Nachdem sie immer größere Schwierigkeiten hatte, Filmprojekte zu finanzieren, wandte Clarke sich ab Ende der 1960er Jahre dem damals noch neuen Medium Video zu. Finanziert durch Stipendien z. B. des Museum of Modern Art oder des New York State Council on the Arts drehte sie experimentelle Videofilme, gab partizipative, spielerische Video-Workshops und tourte mit der „Tee Pee Video Space Troupe“ durch Museen und Universitäten. Von 1975 bis 1985 unterrichtete sie im Bereich der Film- und Videoproduktion an der University of California, Los Angeles. In dieser Zeit drehte sie weitere Dokumentarfilme wie Ornette: Made in America, ein Porträt des exzentrischen Musikgenies Ornette Coleman. Sie verantwortete Videoarbeiten wie Savage/Love (1981),  eine Zusammenarbeit mit Sam Shepard und Joseph Chaikin. Außerdem führte sie Regie bei Theaterproduktionen.
1987 widmete ihr das Whitney Museum of American Art eine Retrospektive mit 12 Filmen und vier Videos.
Shirley Clarke litt in ihren letzten Lebensjahren an der Alzheimer-Krankheit und wurde von ihren ehemaligen Schülern Piper und David Cort gepflegt. Sie starb 1997 in Boston an den Folgen eines Schlaganfalls.

## Rezeption
Die Filmwissenschaftlerin Lauren Rabinowitz beschreibt Shirley Clarke als eine der Schlüsselfiguren des New American Cinema. Die Regisseurin habe dazu beigetragen, den unabhängigen Film als Kunstform zu etablieren. Als Alternative zum Studiosystem habe sie neue Produktions- und Vertriebswege mitentwickelt, bei denen die Künstler im Mittelpunkt stehen.
Laut Brittany Gravely (Harvard Film Archive) wurde Clarke zu Lebzeiten trotz internationaler Auszeichnungen als Frau in der Filmbranche diskriminiert. In der Geschichte des Undergroundfilms werde sie nicht angemessen gewürdigt. Aus der Position der Außenseiterin habe sie in ihrem vielfältigen Werk stets den Blick auf andere Außenseiter, auf Unterdrückte und Entfremdete gerichtet. Sie habe sich zwischen den etablierten Kunstformen, z. B. Tanz und Film, bewegt und oft verschiedene Blickwinkel statt eine einheitliche Perspektive eingenommen.
In einem Aufsatz aus dem Jahr 2012 lenkte Thomas F. Cohen von der Universität Tampa den Blick auf Clarkes umfangreiches Video-Oeuvre. Ihr Übergang von Film zu Video in den 1970er Jahren solle nicht als „Abstieg“ bewertet werden, sondern einfach als Wechsel des Mediums. Eine wissenschaftliche Bewertung dieses Werks sei jedoch nicht einfach, da es zu Clarkes spielerischen Video-Performances oft nur noch mündliche Berichte von damals Anwesenden gebe. Clarkes existierender Video-Nachlass liege zwar beim Wisconsin Center for Film and Theatre, werde dort jedoch weder katalogisiert noch konserviert.
Die Filmemacherin Stephanie Rothman bezeichnete Shirley Clarke als Vorbild. Zu Beginn ihrer Laufbahn Anfang der 1960er Jahre seien Clarke und Elaine May die einzigen ihr bekannten Filmregisseurinnen in einem von Männern dominierten Berufsfeld gewesen. Rothman sei sich dadurch sicher gewesen, es auch schaffen zu können.

## Filmografie (Auswahl)
- 1953: Dance in the Sun (Kurzfilm)
- 1954: In Paris Parks (Kurzfilm)
- 1955: Bullfight (Kurzfilm)
- 1956: Moment in Love (Kurzfilm)
- 1957: Brussels Loops (Kurzfilm)
- 1958: Bridges-Go-Round (Kurzfilm)
- 1960: Skyscraper (Kurzfilm)
- 1961: The Connection
- 1963: Die lässige Welt (The Cool World)
- 1963: Robert Frost: A Lover’s Quarrel with the World
- 1967: Portrait of Jason
- 1967: Butterfly (Kurzfilm)
- 1978: Trans (Kurzfilm)
- 1978: One-2-3 (Kurzfilm)
- 1980: A Visual Diary (Kurzfilm)
- 1981: Savage/Love (Kurzfilm)
- 1982: Tongues (Kurzfilm)
- 1982: Performance (Kurzfilm)
- 1983: The Box (Kurzfilm)
- 1984: Ornette Coleman: A Jazz Video Game (Kurzfilm)
- 1985: Ornette: Made in America

## Dokumentation
- Shirley Clarke – Rome Is Burning. TV-Doku von Noël Burch und André S. Labarthe, 54 Min., Frankreich 1970[34]